# Каин (роман)
Каин (порт. Caim, 2009) последњи је роман португалског књижевника и нобеловца Жозеа Сарамага.

## Фабула
„С господом богом нема шале“, гласи једна реченица из Каина, Сарамаговог уметничког обрачуна са јудео-хришћанском традицијом, „повест човечанства је повест његовог неспоразума с Господом, нити он разуме нас нити ми разумемо њега.“ У овом запрепашћујућем књижевном апокрифу Бог је негативац, анђели су лоши момци, а само је Каин, божјом вољом убица свог брата Авеља, истински преобраћеник и сведок бројних божјих недела и осионости. Захваљујући моћи да путује кроз време, јер је осуђен на вечито лутање, Каин прелази „из протеклих у будуће видове садашњости“, од Првог греха до Потопа, преиспитујући тако старозаветне приче о постанку света, Содоми и Гомори, рушењу Јерихона, Аврамовом жртвовању свог сина Исака, искушавању праведнога Јова, зидању Вавилонске куле, крвавим ратовима племена Израиљевог за Обећану земљу.

## Оцене дела
„Ова прича нас једноставно носи, утолико више што варнице које искре из пишчеве радионице потврђују да смо у рукама непоновљивог мајстора.“

„До сад невиђена бласфемија Старог завета... Поигравајући се у свом стилу са правописним нормама, Сарамаго у овом роману непрестано налази пукотине у логици библијског бога.“